# Garowe

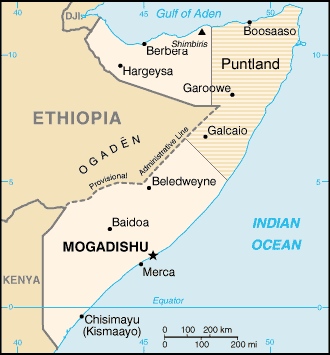
Carte de Somalie présentant les frontières du Pount ; Garowe est également indiquée.

Garowe (également écrit Garoowe et Garōwe) est la capitale du Pount, une région autonomiste de la Somalie (8° 24′ N, 48° 30′ E). Elle comptait environ 133 395 habitants en 2012. Située au cœur du Pount, il s'agit de la cinquième plus grande ville de la région, après Boosaaso, Galcaio, Galdogob et Las Anod. La ville est traversée par la route nord-sud de la Somalie, ce qui a permis son développement économique et son expansion.

## Histoire
La ville a été au XIXe siècle une ville principale du Sultanat de Majeerteen, Majeerteen Sultanate, ou Majeerteenia ou Migiurtinia,.

## Transports
La ville possède un aéroport, l'Aéroport International de Garowe.